# 失物之城
《失物之城》（英語：Hypnocity），是台湾创作歌手许哲珮的第九张全创作专辑，于2019年12月13、24日分批发行，合共收录11首歌曲。本作的主要概念为“前世今生”，创作者透过对收录曲目的合理编排，呈现了从记忆浮现到寻回记忆，再到当下思考的故事，并使得该作充满音乐剧质感；配乐风格上，本作以弦乐四重奏为主，合成器、人声、钢琴等为辅。此作被认为是许哲珮在保持过往作品的音乐盒效果的同时，通过弦乐及人声的双重叙事性对上述风格的局限做出了弥补，并令其作品中的“欧洲小镇式的童话悲喜剧”风格得以“从模型走到更大的剧场”。

## 曲目
| 曲序     | 曲目                   | 编曲                         | 合唱者               | 时长  |
| -------- | ---------------------- | ---------------------------- | -------------------- | ----- |
| 1.       | 温泉小镇（）           |                              |                      | 0:49  |
| 2.       |                        | 卢律铭                       |                      | 4:15  |
| 3.       | 石板画家之死（）       | 张瀚中（十九两乐团）         |                      | 4:10  |
| 4.       | 垂死天鹅（）           | 王希文                       |                      | 3:56  |
| 5.       | 失物之城（）           | 陈依婷                       |                      | 4:28  |
| 6.       | 最后一封情书（）       | 許郁瑛、张瀚中（十九两乐团） | Mami（旺福）、莫子仪 | 4:22  |
| 7.       | 在没有你的城市晚安（） | 李友廷、奥迪（佛跳墙）       |                      | 4:41  |
| 8.       |                        | 許郁瑛、王希文               | 莫子仪               | 4:02  |
| 9.       | 巫女（）               |                              |                      | 1:13  |
| 10.      | 战（）                 | 古武道                       |                      | 4:27  |
| 11.      | 离别曲（）             | 王希文                       |                      | 3:14  |
| 总时长： | 总时长：               | 总时长：                     | 总时长：             | 39:33 |

## 获奖与提名
| 时间           | 典礼               | 奖项               | 结果 | 参考及备注 |
| -------------- | ------------------ | ------------------ | ---- | ---------- |
| 2020年10月3日  | 第31届金曲奖       | 最佳编曲人奖       | 獲獎 | 《战》     |
| 2020年10月3日  | 第31届金曲奖       | 年度专辑奖         | 提名 | [ 4 ]      |
| 2020年10月3日  | 第31届金曲奖       | 最佳国语专辑奖     | 提名 | [ 4 ]      |
| 2020年10月3日  | 第31届金曲奖       | 最佳专辑制作人奖   | 提名 | [ 4 ]      |
| 2020年10月3日  | 第31届金曲奖       | 最佳国语女歌手奖   | 提名 | [ 4 ]      |
| 2020年10月3日  | 第31届金曲奖       | 最佳演唱录音专辑奖 | 提名 | [ 4 ]      |
| 2020年10月31日 | 第11届金音创作奖   | 最佳创作歌手奖     | 獲獎 | [ 5 ]      |
| 2020年10月31日 | 第11届金音创作奖   | 最佳专辑奖         | 提名 | [ 6 ]      |
| 2020年10月31日 | 第11届金音创作奖   | 最佳另类流行专辑奖 | 提名 | [ 6 ]      |
| 2020年10月31日 | 第11届金音创作奖   | 最佳另类流行歌曲奖 | 提名 | 《离别曲》 |
| 2020年12月22日 | 第20届南方音乐盛典 | 评审团推荐         | 獲獎 | [ 7 ]      |
| 2020年12月22日 | 第20届南方音乐盛典 | 年度国语专辑       | 提名 | [ 8 ]      |
| 2020年12月22日 | 第20届南方音乐盛典 | 最佳国语女歌手     | 提名 | [ 8 ]      |
| 2020年12月22日 | 第20届南方音乐盛典 | 最佳专辑设计       | 提名 | [ 8 ]      |
| 2020年12月22日 | 第20届南方音乐盛典 | 最佳制作人         | 提名 | [ 8 ]      |
| 2020年12月22日 | 第20届南方音乐盛典 | 最佳作曲人         | 提名 | 《战》     |

## 链接
- 《失物之城》位于许哲珮官方网站的介绍页 （页面存档备份，存于）